# Ladina Jenny
Ladina Jenny, coniugata Caviezel (Glarona, 10 giugno 1993), è una snowboarder svizzera specializzata nello snowboard alpino.

## Biografia
Ladina Jenny ha partecipato nel febbraio 2009 al IX Festival olimpico della gioventù europea che si è svolto a Szczyrk, in Polonia, vincendo la medaglia di bronzo nello slalom gigante parallelo e giungendo decima nello snowboard cross. Nel mese di gennaio dell'anno successivo disputa la sua prima gara di Coppa del Mondo a Kreischberg, in Austria. Sempre nel 2010, debutta pure ai Mondiali juniores dove ottiene complessivamente come miglior risultato, nelle quattro edizioni in cui ha preso parte dal 2010 al 2013, il quinto posto nello slalom parallelo e il settimo posto nello slalom gigante parallelo (entrambi nel 2013 ad Erzurum).
Disputa le Olimpiadi di Soči 2014 fermandosi agli ottavi di finale nello slalom gigante parallelo, mentre nello slalom parallelo non riesce a superare la fase di qualificazione classificandosi 24ª. Non riesce ad accedere alla fase ad eliminazione diretta in nessuna specialità né ai Mondiali di Kreischberg 2015 né in quelli di Sierra Nevada 2017.
Vanta la sua seconda esperienza olimpica ai Giochi di Pyeongchang 2018 dove, ancora una volta, non va oltre gli ottavi di finale nello slalom gigante parallelo. Ai Mondiali di Park City 2019 perde la semifinale dello slalom gigante parallelo contro Selina Jörg, ma si rifà vincendo la medaglia di bronzo dopo avere battuto la russa Milena Bykova nella finale valevole per il terzo posto. Ai Mondiali di Bakuriani 2023 bissa il podio iridato con un argento nello slalom parallelo.
A partire dal 2024 si è iscritta alle liste FIS con il cognome del marito, lo snowboarder Dario Caviezel.

## Palmarès

### Mondiali
- 2 medaglie:
  - 1 argento (slalom parallelo a Bakuriani 2023)
  - 1 bronzo (slalom gigante parallelo a Park City 2019)

### Coppa del Mondo
- Miglior piazzamento nella Coppa del Mondo di parallelo: 4ª nel 2016 e nel 2020
- 16 podi:
  - 1 vittoria
  - 4 secondi posti
  - 11 terzi posti

#### Coppa del Mondo - vittorie
| Data            | Luogo         | Paese  | Disciplina |
| --------------- | ------------- | ------ | ---------- |
| 26 gennaio 2023 | Blue Mountain | Canada | PGS        |

Legenda:

PGS = Slalom gigante parallelo

### Festival olimpico della gioventù europea
- 1 medaglia:
  - 1 bronzo (slalom gigante parallelo a Szczyrk 2009)